# Валенсизм

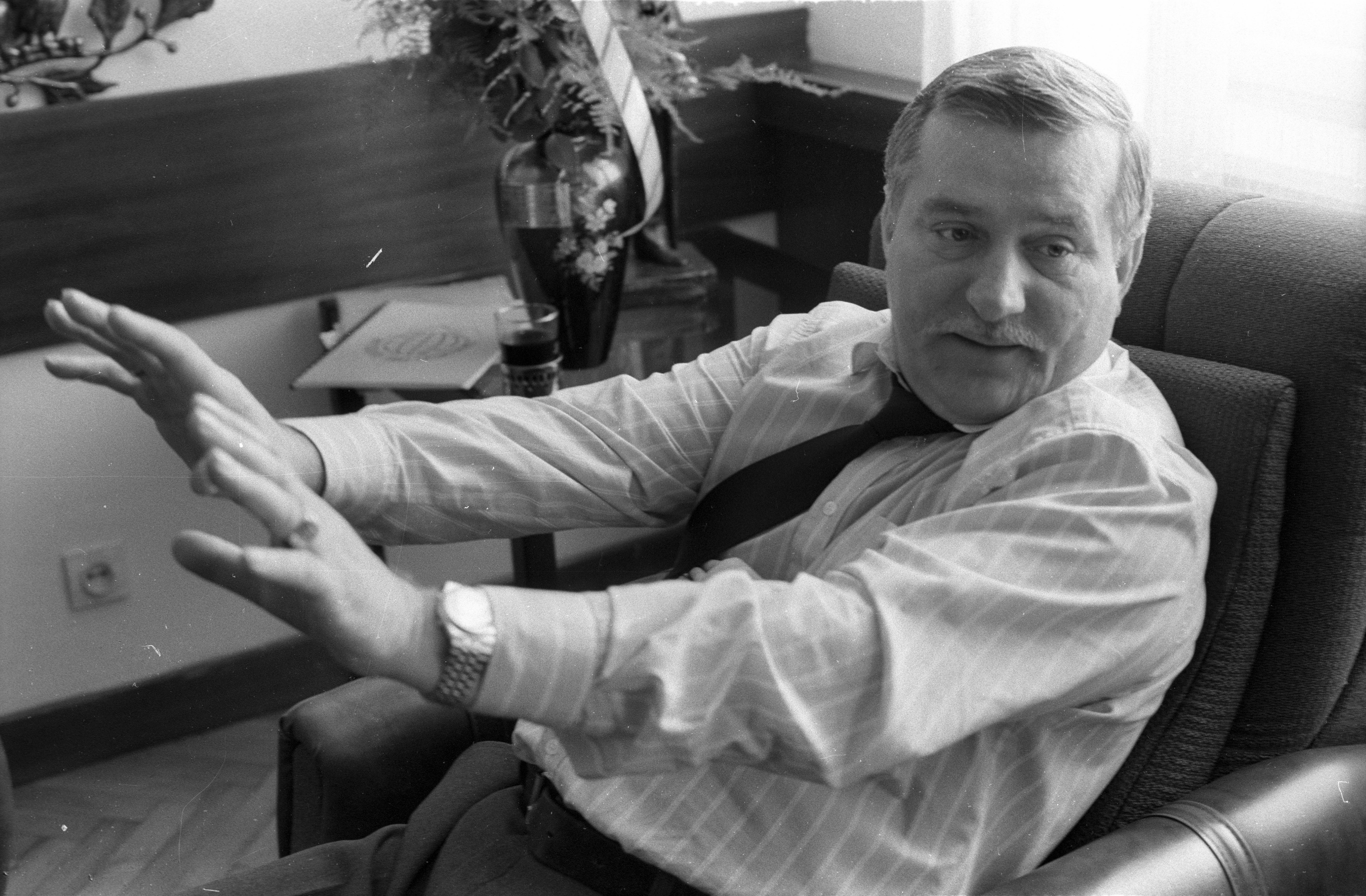
Лех Валенса (1990)

Валенсизмы, валенсалики (пол. wałęsizmy, wałęsaliki) — своеобразные высказывания и выражения в публичных выступлениях Леха Валенсы. Многие из них «ушли в народ», проникли в польский язык и современную польскую культуру.
Валенсизмы, как правило, запоминаются благодаря языковой игре — они часто имеют характер оксюморонов (внутренне противоречивые выражения) или связаны с другими языковым формами, например, пословицами. Профессор Ежи Бралчик так определил характер выражений Валенсы:
Он лингвистический оптимист, он считает, что слова будут означать то, что он хочет. Его специальность — антонимы [ … ] изначально была очень бодрящей, освобождала от политического новояза. Но потом приелось.
Бралчик также сказал:
Чаще всего его обвиняют в неясности, возникающей из-за непоследовательности и противоречий. Их, по сути, довольно много, хотя иногда они носят характер намеренных парадоксов — типично разговорных, таких как «да, то есть нет», «я слушал и не слушал» или риторических, таких как «я устрою порядок, то есть штурм»
Ещё одной причиной популярности валенсизмов является сама фигура Леха Валенсы, который сыграл важную роль в переломное для Польши время. У поляков его личность, поступки несут большой эмоциональный заряд.
Чрезмерное применение такого способа выражения мысли иногда упоминают как одну из причин почти полного провала Леха Валенсы на президентских выборах в 2000 году. Он был вызван не столько усталостью или отвращением общества (Валенса говорил так с самого начала своей политической карьеры), сколько с тем, что метафоры, сравнения и словесные шутки стали заменять содержание и аргументы, которых в его публичных выступлениях перестало хватать.
Некоторые высказывания Леха Валенсы несколько раз занимали верхние строчки в опросе «Серебряные Уста», проводящемся с 1992 года компанией Polskie Radio Program III. В 1992 они заняли 1 место, в 1993 году — 3 место, и в 1996 — 2 место.

## Известные валенсизмы
- Я за и даже против[4].
- Отвечу уклончиво прямо[4].
- Здоровье ваше — в горла наши![1] — переделка популярного польского тоста «Здоровье твоё — в горло моё!». Произнес в 1990 году на телетрансляции из выборного штаба после получения информации, что по прогнозам выигрывает президентские выборы. За эту фразу Лех Валенса получил в 1992 году «Серебряные Уста»[6].
- Не хотю быть президентом, но нудо! (пол. Nie chcem być prezydentem, ale muszem)[1] — использованы неправильные формы глаголов. За эту фразу получил в 1992 году «Серебряные Уста»[6].
- Положительные и отрицательные плюсы[4].
- Мое количество немного портит мое качество[1].
- Я уже не ищу денег за книги, потому что полностью опозорил их в социальных вопросах… — оговорка, вместо utopiłem «утопил» произнес вульг. udupiłem «опозорил». За эту фразу занял в 1996 году 2-е место в «Серебряных Устах»[6].
- Нельзя иметь претензии к Солнцу за то, что оно вращается вокруг Земли[1] — за нее и другие высказывания в 1993 году получил 2 место в Серебряных Устах[6].
- Это вы в воскресенье вошли сюда как в хлев, и ни бе, ни ме, ни кукареку[7] — произнес в 1995 году на вторых телевизионных президентских дебатах в адрес Александра Квасьневского, критиковавшего поведение Валенсы в студии перед дискуссией.
- Утопающий за соломинку хватается за что угодно! (пол. Tonący brzytwy, chwyta się byle czego!)[1] — связано с пословицей «tonący brzytwy się chwyta» — «утопающий за соломинку хватается», дословно «утопающий за бритву хватается».
- Я сделал поворот на 360 градусов[8].
- Должна была быть демократия, а здесь каждый говорит, что хочет![8]
- Я буду ездить с топором по стране и рубить злодеев[5][9].

## Использование валенсизмов
Многие валенсизмы «ушли в народ», вошли в польский язык и культуру. Валенсизмы использовались в названиях фильмов, передач, песен, например: «Плюсы положительные плюсы отрицательные» — документальный фильма Гжегожа Брауна, программы на канале Tele5 и радио-шоу Рафала Земкевича; «За и даже против» — передача на радио Тройке, которую с 2002 по 2020 вел Куба Стшичковский; «Ни бе, ни ме, ни кукареку» — название песни Богдана Смолени.